# Nemuroglanis
Nemuroglanis — рід риб з родини Гептаптерові ряду сомоподібних. Має 5 видів. Наукова назва походить від півострова Немуро на о. Хоккайдо (Японія).

## Опис
Загальна довжина представників цього роду коливається від 3,3 до 7,2 см. Голова помірно широка, дещо сплощена зверху. Є 3 пари вусів. Тулуб кремезний. Мають від 5 до 7 плевральних ребер. Скелет складається з 38-44 хребців. Спинний плавець складається з 3-6 гіллястих променів. Жировий плавець невеличкий. Анальний плавець має 10-15 м'яких променів. Хвостовий плавець роздвоєний або ланцетний.

## Спосіб життя
Біологія вивчена недостатньо. Це демерсальні риби. Воліють до прісних водойм, зазвичай тримаються на незначній глибині. Зустрічаються у струмках із середньою течією. Живляться дрібними безхребетними.

## Розповсюдження
Мешкають від Панами до тропічної частини Південної Америки, у басейні річок Оріноко, Напо, Туїра, Фріхолес, Укаялі, Мета, Мадейра, Гуаріба і Ріо-Негро.

## Види
- Nemuroglanis furcatus
- Nemuroglanis lanceolatus
- Nemuroglanis mariai
- Nemuroglanis panamensis
- Nemuroglanis pauciradiatus